# Cueva Antón
Cueva Antón är ett bergskydd (klippöverhäng) utbildat i kalksten från eocen. Överhänget finns vid foten av en 25 meter hög klippa på stranden av floden Río Mula. Platsen var fylld med fyra meter sediment. I dess sediment har gjorts viktiga arkeologiska fynd.
Platsen är belägen i regionen Murcia i sydöstra Spanien, cirka 60 kilometer inåt landet från hamnstaden Cartagena i kommunen Mula. Grottan eroderades ut av Río Mula. Under mellanpaleolitikum fungerade grottan som bostad för neandertalare. Grottan blev internationellt känd 2010, efter att ett minst 43 000 år gammalt skal med vidhäftande orange pigment upptäcktes där. Pigmentresterna som då hittades tolkades som bevis för att skalet används som utsmyckning och symboliskt. Fyndet från grottan Cueva Antón publicerades tillsammans med liknande fynd från grottan Cueva de Los Aviones.  De var de första smyckena av detta slag tillverkade av neandertalare, som hade hittats i Europa. Några tusen år efteråt koloniserades Iberiska halvön av moderna människor.

## Arkeologisk beskrivning
Lämningarna efter bosättningen under mellanpaleolitikum är bevarade i en mer än 4 m tjock sedimentation av avlagringar avsatta i en översvämning med låg strömningshastighet. Dessa har därefter täckts av silt som ackumulerats under senare episoder av översvämning av platsen i form av en dammreservoar med lugnvatten. Olika nivåer i stratigrafin är artefaktrika och koncentrerade kring härdar i den nedre delen av sekvensen, men bosättningslämningar var sällsynta i de översta skikten. Det motsvarar mer sporadiska och tillfälliga besök på platsen. De olika skikten II-l och I-k har daterats med C-14 till äldre än 43 500 B.P. och äldre än 37 400 B.P. (kalibrerade datum).
Nivå I-k vid Cueva Antón, som täcker följden av mellanpaleolitiska lager har överlagrats direkt av översvämningsslam från floden. I lagret hittades en övre halva av skaldjuret  P. maximus. Skalet var perforerat med en cirkulärt hål, cirka 6 mm i diameter. Det går inte att avgöra om hålet har gjorts av människor eller om det uppkommit av andra orsaker.  Men att hållet uppkommit efter sedimenteringen kan fastställas eftersom närvaron av orangefärgade pigmentrester på de inre ytorna av håligheterna i skalet antyder att perforeringen redan existerade när färgämnet applicerades.
Färgpigmentet var en blandning av gul goetit och röd hematit. Färgämnena finns inom cirka 5 km från platsen. Färgen på skalet var bevarad men endast på skalets yttre, missfärgade sida. Detta tolkades som att skalet hade målats medvetet för att få utsidan i samma färg som den inre sidan, som förblev med sin naturliga röda. Nivån  I-k hade bara tecken på tillfällig bosättning och inga fynd tyder på att man tillverkat redskap eller lagat redskap under vistelsen. Detta stärker tolkningen av detta skal som ett föremål för kroppsdekoration. Alternativet att skalet användes som en behållare eller palett kan gälla för ett underskal fläckat av färg på den inre, konkava ytan. Perforeringen var inte orsakad efter skalets inlagring i sedimentet.

## Levde neandertalarna kvar längre söder om Ebro?
I artikeln Precise dating of the Middle-to-Upper Paleolithic transition in Murcia (Spain) supports late Neandertal persistence in Iberia hävdar artikelförfattarna att mellanpaleolitikum och dess neandertalbefolkning levde kvar sent i södra Iberien och menar att det stöds av den arkeologiska stratigrafin och C14- och luminescensdateringen på tre olika nyligen utgrävda platser i Rio Mulas flodområde. Cueva Antón har ett Moustérian-lagret I-k som inte kan vara mer än 37 100 år gammalt enligt artikeln. På platsen La Boja kan den äldsta Aurignacian inte vara yngre än 36 500 år. Den regionala övergången mellan mellan- och senpaleolitikum skulle då vara begränsad till den första hälften av det 37:e årtusendet f.v.t. Detta är i överensstämmelse med andra bevis från Andalusien, Gibraltar och Portugal. Denna kronologi representerar en eftersläpning med minst 3000 år jämfört med resten av Europa. Övergången i resten av Europa ägde rum för mellan 40 000 och 42 000 år sedan. 
Eftersläpningen skulle innebär att en effektiv barriär fanns för migration och diffusion över Ebroflodens dalsänka. Baserat på tillgängliga paleo-miljöindikatorer vid den tiden, skulle Ebrofloden ha representerat en betydelsefull biogeografisk klyfta. Det explosiva vulkanutbrottet av Campi Flegrei , som inträffade för 39 850 år sedan, kan ha bromsat flyttningen av gränsen mellan neandertalare och moderna människor. Befolkningen minskade efter utbrottet i Central- och Östeuropa. Efter detta kom en lång period av förbättrat klimat (Grönland Interstadial 8), under vilken skogarna  expanderade i iberiska regioner söder om 40:e breddgraden. Skogarna kan ha förstärkt den så kallade Ebrogränslinjen.
Om detta stämmer får resultatet två betydelsefulla paleoantropologiska följder. Söder om Ebro, måste de arkeologiska fynd som är äldre än 37 000 år tillskrivas neandertalarna eller deras förfäder. Den moderna människans spridning måste ses som en ojämn, ibland avbruten process under vilken långvariga barriärer fanns för kulturell spridning och därmed för genflödet i befolkningen, ibland med korta avstånd, med betydande konsekvenser för modeller av den mänskliga befolkningens historia och genetik.
João Zilhão återkommer till Ebrogränsen i artikeln The late persistence of the Middle Palaeolithic and Neandertals in Iberia: A review of the evidence for and against the “Ebro Frontier” model. I Frankrike och Katalonien börjar övre paleolitikum med tre kulturer som finns i stratigrafisk ordning under tidsintervallet från 45 000 till för 37 000 år sedan: Châtelperronian, Protoaurignacian och tidigaurignacian. Ett stenverktyg som är typiskt för Châtelperronian är en lätt böjd spets, och ett benverktyg (benspetsen med spalt) är typartefakt för tidigaurignacien, men det finns inga fynd av denna typ på resten av den iberiska halvön. Detta var början på teorin att floden Ebro var en gräns och att först med den mera utvecklade Aurignacian spreds de moderna människorna över resten av iberiska halvön. Roc-de-Combe-bladet är typartefakt för utvecklad Aurignacien och det finns väl dokumenterat över hela Iberiska halvön. Teorin om Ebro gränsen presenterades i början av 1990-talet, och den understöddes av de C14-dateringar som då var publicerade. Sedan dess har det visat sig att det var många dateringsfel, orsakade av ofullständig rening av C14-prover. Ebrogränsen har också satts i fråga av påståenden om förekomst av tidigaurignacien på iberiska halvön. Ebrogränsen har fått nytt stöd genom nya utgrävningar, återutgrävning av gamla boplatser, och nya dateringstekniker som luminescens och C14-prover med bättre förbehandling. Analyser av grävningars stratigrafi och tafonomi fortsätter att spela en roll i pågående kontroverser, och ställer frågor om association mellan proverna, fynden och vad de förmodas visa, och tvivel har väckts om de två nyckelplatserna för närvaron av den tidiga aurignacien i Andalusien och Portugal. Ebrogränsen förstärks av bergskedjan i Kantabrien och pyrenéerna som är ett hinder för  kommunikation, troligen ytterligare förstärkt under den senaste istiden på grund av glaciärutbredning och stora växlingar i klimatet, och växttäcket. Denna barriär påverkar också den senare kulturhistoriska utvecklingen. Övergången från mellan- till senpaleolitikum är ett välkänt exempel. Tiden mellan 22 000 och 20 000 år sedan hade Badegoulian och början av Magdalenian i Frankrike medan i norra Spanien övre Solutrean och Solutrean-gravettian lever kvar i alla iberiska regioner mellan Valencia och Portugal. 
Kända förbindelser och samutveckling mellan arkeologiska kulturer (teknokomplex) och olika mänskliga grupper är viktiga frågor. De iberiska regionernas sena moustérienkultur kan indikera en längre fortlevnad av neandertalarna. Fenomenet kan vara viktigt att studera i analyser av variation, intensitet och frekvenser av biologiska och kulturella interaktioner i de befolkningsglesa populationerna av paleolitiska jägare-samlare. Sådana analyser kan påverka modeller för hur gener, populationer och idéer har spridits under mänsklig förhistorien. I denna sak är Cueva Antón grävningen viktig på grund av sin sena datering av moustérienkulturen på platsen.